# Emil Iversen
Emil Iversen (12 agosto 1991) è un fondista norvegese.

## Biografia
Iversen, attivo in gare FIS dal marzo del 2009, ai Mondiali juniores di Otepää 2011 ha vinto la medaglia d'oro nella staffetta. In Coppa del Mondo ha esordito il 7 dicembre 2013 a Lillehammer (37°), ha ottenuto il primo podio il 6 dicembre 2015 nella medesima località, classificandosi 3º nella staffetta 4x7,5 km, e la prima vittoria il 20 febbraio 2016 nella sprint di Lahti. Ai Mondiali di Lahti 2017, suo esordio iridato, si è classificato 10° nella sprint e 4° nella sprint a squadre.
Ai XXIII Giochi olimpici invernali di Pyeongchang 2018, sua prima presenza olimpica, si è classificato 10º nella 50 km e 8º nella sprint; nella stagione successiva ai Mondiali di Seefeld in Tirol ha vinto la medaglia d'oro nella sprint a squadre e nella staffetta ed è stato 10º nella 15 km, 5º nella sprint e 31º nello skiathlon, mentre a quelli di Oberstdorf 2021 ha vinto la medaglia d'oro nella 50 km e nella staffetta e si è classificato 10º nella sprint e 5º nello skiathlon. Ai XXIV Giochi olimpici invernali di Pechino 2022 ha vinto la medaglia d'argento nella staffetta, mentre ai Mondiali di Planica 2023 si è piazzato 13º nella 50 km.

## Palmarès

### Olimpiadi
- 1 medaglia:
  - 1 argento (staffetta a Pechino 2022)

### Mondiali
- 4 medaglie:
  - 4 ori (sprint a squadre, staffetta a Seefeld in Tirol 2019; 50 km, staffetta a Oberstdorf 2021)

### Mondiali juniores
- 1 medaglia:
  - 1 oro (staffetta a Otepää 2011)

### Coppa del Mondo
- Miglior piazzamento in classifica generale: 6º nel 2019
- 19 podi (13 individuali, 6 a squadre):
  - 7 vittorie (3 individuali, 4 a squadre)
  - 7 secondi posti (6 individuali, 1 a squadre)
  - 5 terzi posti (4 individuali, 1 a squadre)

#### Coppa del Mondo - vittorie
| Data             | Località    | Nazione   | Specialità                                                                |
| ---------------- | ----------- | --------- | ------------------------------------------------------------------------- |
| 20 febbraio 2016 | Lahti       | Finlandia | SP TL                                                                     |
| 29 gennaio 2017  | Falun       | Svezia    | 30 km TC MS                                                               |
| 9 dicembre 2018  | Beitostølen | Norvegia  | 4x7,5 km (con Martin Johnsrud Sundby, Sjur Røthe e Finn Hågen Krogh)      |
| 10 febbraio 2019 | Lahti       | Finlandia | TS TC (con Johannes Høsflot Klæbo)                                        |
| 23 gennaio 2021  | Lahti       | Finlandia | 30 km ST                                                                  |
| 24 gennaio 2021  | Lahti       | Finlandia | 4x7,5 km (con Pål Golberg, Sjur Røthe e Simen Hegstad Krüger)             |
| 5 dicembre 2021  | Lillehammer | Norvegia  | 4x7,5 km (con Erik Valnes, Simen Hegstad Krüger e Johannes Høsflot Klæbo) |

Legenda:

TC = tecnica classica

TL = tecnica libera

SP = sprint

TS = sprint a squadre

MS = partenza in linea

ST = skiathlon

#### Coppa del Mondo - competizioni intermedie
- 12 podi di tappa:
  - 5 vittorie
  - 2 secondi posti
  - 5 terzi posti

##### Coppa del Mondo - vittorie di tappa
| Data             | Località   | Nazione  | Competizione    | Specialità    |
| ---------------- | ---------- | -------- | --------------- | ------------- |
| 5 gennaio 2016   | Oberstdorf | Germania | Tour de Ski     | SP TC         |
| 2 marzo 2016     | Montréal   | Canada   | Ski Tour Canada | 17,5 km TC MS |
| 4 gennaio 2018   | Oberstdorf | Germania | Tour de Ski     | 15 km TL MS   |
| 2 gennaio 2019   | Oberstdorf | Germania | Tour de Ski     | 15 km TC MS   |
| 23 febbraio 2020 | Trondheim  | Norvegia | Ski Tour        | 30 km TC PU   |

Legenda:

TC = tecnica classica

TL = tecnica libera

SP = sprint

MS = partenza in linea

PU = inseguimento